# 七街清真寺
七街清真寺又称杨村清真北大寺或杨村清真北寺，是一座位于中国天津市武清区杨村镇雍阳西道新店街牌坊胡同的清真寺，始建于明万历四十八年（1620年），该建筑目前为一般保护等级历史风貌建筑。

## 历史
明永乐十九年（1421年），明成祖从南京迁都北京。当地回族官吏亲属家眷、商贩、回族士兵及回族百姓随朱北迁，以实畿辅之地。其中部分安置、落户与水旱码头杨村，今五、六、七、八街，形成回族聚居区并于明万历四十八年（1620年）建起该清真寺。1935年，七街清真寺受雷击失火后烧毁后殿一层。1937年，七街清真寺由穆民“纳也帖”原样修复。文化大革命期间，七街清真寺被破坏。1981年至1984年，七街清真寺由杨村穆民“纳也帖”和天津市民族事务委员会拨款对该寺在此修葺，恢复该寺原状，仍有局部尚未修复。1986年8月，武清县人民政府将其确定为武清县文物保护单位。1988年，美国、加拿大、苏丹、巴基斯坦四国友人曾到此礼拜。1998年9月，该寺扩建。1999年9月15日，七街清真寺扩建工程竣工，为当时杨村镇最高建筑物之一。该寺现有学董、乡老11人，阿訇1人、满拉8人，教民1000户，共5000余人，均系回族。

## 建筑

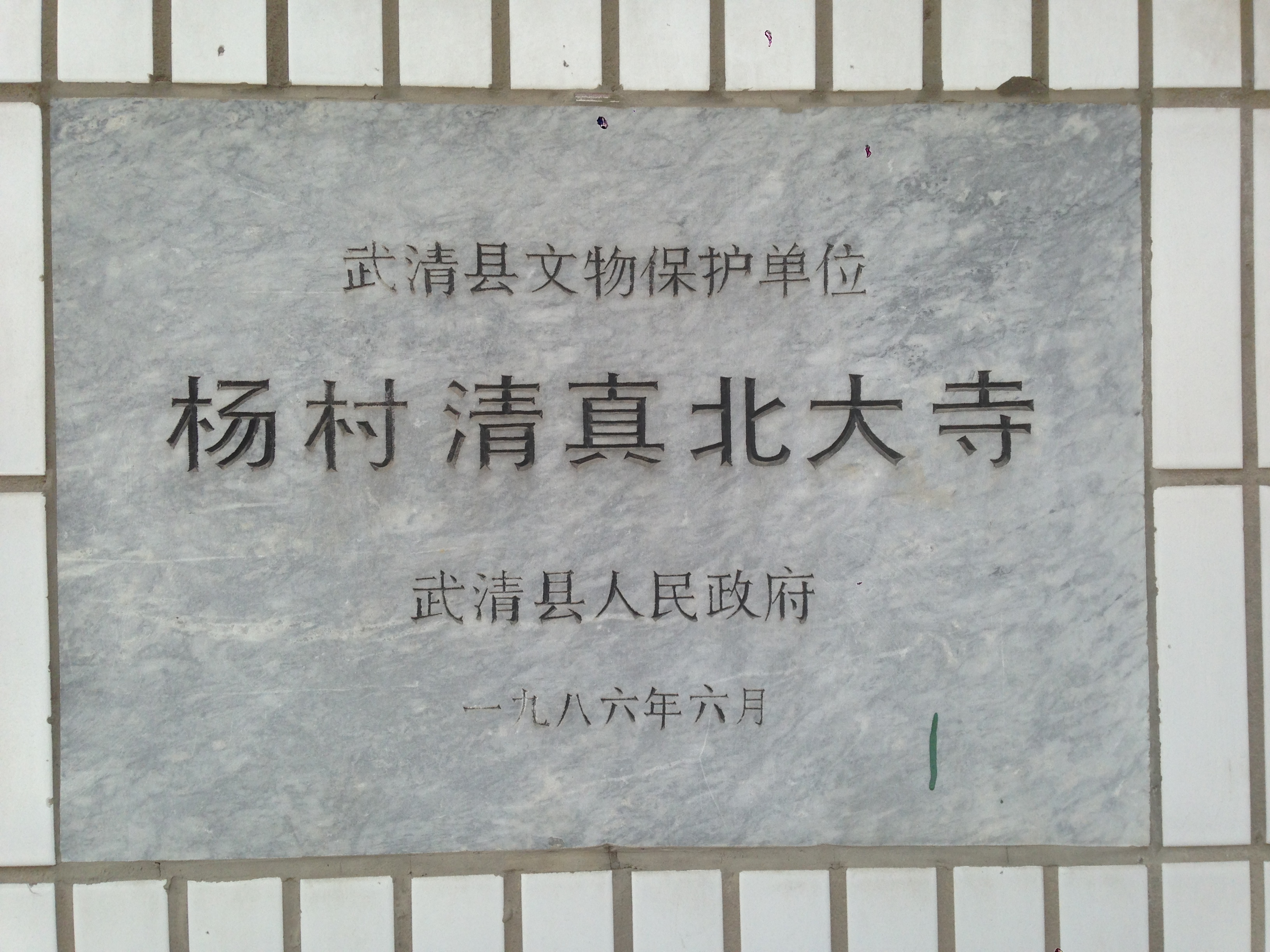
杨村清真北大寺文保铭牌

七街清真寺坐西朝东，占地面积为2929平方米，建筑面积为1171平方米，为砖木结构四合院，主体大殿面阔五间，殿内巨柱林立，宽敞高大。新建的寺顶高32米，翘角为160度，整体殿房有20处突出翘角。寺门对面设有照壁一座，进门有一座三重檐楼阁式望月楼，二门上端有“清真寺”三个大字。该建筑内部穿过对厅是四方庭院，北面是三间北讲堂和三间北尔房（为学员住房），南面是三间南讲堂和三间南尔房（为火房），正西是主体建筑大殿，面积970平方米，殿分五层，室内采用横置式的平面格局，面阔大于进深，正殿能容纳千人同时礼拜。西北隅设有一座小亭，名曰：“敏拜雷”，为悬念经文设置，地板遍铺凉席，毛毡上罩白布，异常整洁。整体建筑为砖木结构，寺身为全灰色，顶部铺有黄色琉璃瓦。大殿南侧设有沐浴室。七街清真寺存有道光年间赠匾“至公至善”、乾隆皇帝所赠“至诚无息”。同治年间穆民赠匾“至公至慈”。民国时匾二块“义在清真”、“大哉乾元”。大殿后墙有吴佩孚题“开天古教”，现保存完好。该建筑是一座融阿拉伯亭殿格局和中国古建筑风格为一体的回族清真寺建筑。

## 相关链接
- 天津市开放宗教活动场所列表